# Organisation des guérillas des fedayin du peuple iranien
L’Organisation des guérillas des fedayin du peuple iranien (OIPFG ou OGFPI ; en persan : سازمان چريک‌های فدايی خلق ايران), simplement connu comme Fadaiyan-e-Khalq (persan : فداییان خلق) était une organisation clandestine de guérilla marxiste-léniniste en Iran.

## Idéologie

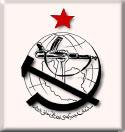
Emblème des Fedayin du Peuple

Idéologiquement, le groupe poursuivit une lutte anti-impérialiste et utilisa la propagande par le fait pour justifier sa lutte armée révolutionnaire contre le système monarchique iranien et croyait au matérialisme. Ils rejetèrent le réformisme, et furent inspirés par la pensée de Mao Zedong, Che Guevara et Régis Debray.
Ils critiquèrent le Front national et le Mouvement de libération comme des « organisations fantoches » de la petite bourgeoisie, prêchant le « changement pacifique ». Les Guérillas des Fedayin critiquèrent d'abord l'Union soviétique et le parti Tudeh, mais ils ont par la suite abandonné cette position après mise en place de la coopération avec le camp socialiste.
Bijan Jozani, connu comme le « père spirituel » de l'organisation, a beaucoup contribué à son idéologie, par l'écriture d'une série de brochures telles que la lutte contre le Shah de la Dictature, Ce qu'un révolutionnaire doit savoir et Comment la lutte armée se transformera en une lutte des masses ?. Les brochures furent suivies par les traités de Masoud Ahmadzadeh sur la Lutte armée: à la fois une stratégie et une tactique et La nécessité de la lutte armée et le rejet de la théorie de la survie par Amir Parviz Pouyan.